# Eliminatoria a la Eurocopa Sub-18 1994
La Eliminatoria al Campeonato Europeo Sub-18 1994 fue la fase previa que disputaron 40 selecciones juveniles de Europa para clasificar a la fase final del torneo a celebrarse en España, la cual otorgaba 5 plazas para la Copa Mundial de Fútbol Sub-20 de 1995 a celebrarse en Catar.

## Primera Ronda

### Grupo 1
| País      | J | G | E | P | GF | GC | GD  | Pts |
| --------- | - | - | - | - | -- | -- | --- | --- |
| Rusia     | 4 | 3 | 1 | 0 | 12 | 3  | +9  | 7   |
| Finlandia | 4 | 2 | 1 | 1 | 6  | 4  | +2  | 5   |
| Letonia   | 4 | 0 | 0 | 4 | 1  | 12 | –11 | 0   |

|  | Letonia   | 0–2 | Finlandia |
|  | Letonia   | 0–3 | Rusia     |
|  | Finlandia | 2–2 | Rusia     |
|  | Finlandia | 2–0 | Letonia   |
|  | Rusia     | 2–0 | Finlandia |
|  | Rusia     | 5–1 | Letonia   |

### Grupo 2
Los partidos se jugaron en Gales.
| País     | J | G | E | P | GF | GC | GD | Pts |
| -------- | - | - | - | - | -- | -- | -- | --- |
| Islandia | 2 | 2 | 0 | 0 | 9  | 1  | +8 | 4   |
| Gales    | 2 | 1 | 0 | 1 | 2  | 2  | 0  | 2   |
| Estonia  | 2 | 0 | 0 | 2 | 0  | 8  | –8 | 0   |

|  | Gales    | 1–2 | Islandia |
|  | Islandia | 7–0 | Estonia  |
|  | Estonia  | 0–1 | Gales    |

### Grupo 3
Los partidos se jugaron en Irlanda del Norte.
| País              | J | G | E | P | GF | GC | GD | Pts |
| ----------------- | - | - | - | - | -- | -- | -- | --- |
| Bielorrusia       | 2 | 0 | 2 | 0 | 2  | 2  | 0  | 2   |
| Lituania          | 2 | 0 | 2 | 0 | 1  | 1  | 0  | 2   |
| Irlanda del Norte | 2 | 0 | 2 | 0 | 1  | 1  | 0  | 2   |

|  | Irlanda del Norte | 1–1 | Bielorrusia       |
|  | Lituania          | 0–0 | Irlanda del Norte |
|  | Bielorrusia       | 1–1 | Lituania          |

### Grupo 4
Los partidos se jugaron en Malta.
| País       | J | G | E | P | GF | GC | GD  | Pts |
| ---------- | - | - | - | - | -- | -- | --- | --- |
| Croacia    | 2 | 2 | 0 | 0 | 12 | 1  | +11 | 4   |
| Malta      | 2 | 1 | 0 | 1 | 2  | 4  | –2  | 2   |
| San Marino | 2 | 0 | 0 | 2 | 1  | 10 | –9  | 0   |

|  | Malta      | 2–0 | San Marino |
|  | Croacia    | 4-0 | Malta      |
|  | San Marino | 1–8 | Croacia    |

### Grupo 5
| Equipo 1 | Agr. | Equipo 2 | Ida | Vuelta |
| -------- | ---- | -------- | --- | ------ |
| Chipre   | 1–3  | Bélgica  | 0–2 | 1–1    |

Yugoslavia abandonó el torneo.

### Grupo 6
Los partidos se jugaron en Israel.
| País    | J | G | E | P | GF | GC | GD | Pts |
| ------- | - | - | - | - | -- | -- | -- | --- |
| Ucrania | 2 | 1 | 0 | 1 | 5  | 3  | +2 | 2   |
| Israel  | 2 | 1 | 0 | 1 | 2  | 1  | +1 | 2   |
| Georgia | 2 | 1 | 0 | 1 | 2  | 5  | –3 | 2   |

|  | Israel  | 2–0 | Ucrania |
|  | Georgia | 1–0 | Israel  |
|  | Ucrania | 5–1 | Georgia |

### Grupo 7
Los partidos se jugaron en Suiza.
| País    | J | G | E | P | GF | GC | GD  | Pts |
| ------- | - | - | - | - | -- | -- | --- | --- |
| Suiza   | 2 | 1 | 1 | 0 | 10 | 1  | +9  | 3   |
| Turquía | 2 | 1 | 1 | 0 | 6  | 1  | +5  | 3   |
| Armenia | 2 | 0 | 0 | 2 | 0  | 14 | –14 | 0   |

|  | Turquía | 5–0 | Armenia |
|  | Suiza   | 1–1 | Turquía |
|  | Armenia | 0–9 | Suiza   |

### Grupo 8
| País      | J | G | E | P | GF | GC | GD | Pts |
| --------- | - | - | - | - | -- | -- | -- | --- |
| Italia    | 4 | 3 | 0 | 1 | 12 | 6  | +6 | 6   |
| Bulgaria  | 4 | 2 | 1 | 1 | 5  | 4  | +1 | 5   |
| Eslovenia | 4 | 0 | 1 | 3 | 4  | 11 | –7 | 1   |

|  | Bulgaria  | 0–0 | Eslovenia |
|  | Eslovenia | 3–6 | Italia    |
|  | Italia    | 3–2 | Bulgaria  |
|  | Eslovenia | 1–2 | Bulgaria  |
|  | Italia    | 3–0 | Eslovenia |
|  | Bulgaria  | 1–0 | Italia    |

### Grupo 9
| País         | J | G | E | P | GF | GC | GD | Pts |
| ------------ | - | - | - | - | -- | -- | -- | --- |
| Países Bajos | 4 | 3 | 0 | 1 | 8  | 4  | +4 | 6   |
| Dinamarca    | 4 | 2 | 1 | 1 | 5  | 3  | +2 | 5   |
| Noruega      | 4 | 0 | 1 | 3 | 3  | 9  | –6 | 1   |

|  | Noruega      | 0–2 | Dinamarca    |
|  | Noruega      | 1–2 | Países Bajos |
|  | Dinamarca    | 1–1 | Noruega      |
|  | Países Bajos | 4–1 | Noruega      |
|  | Dinamarca    | 0–1 | Países Bajos |
|  | Países Bajos | 1–2 | Dinamarca    |

### Grupo 10
| País           | J | G | E | P | GF | GC | GD | Pts |
| -------------- | - | - | - | - | -- | -- | -- | --- |
| Portugal       | 4 | 2 | 2 | 0 | 5  | 3  | +2 | 6   |
| Checoslovaquia | 4 | 1 | 2 | 1 | 4  | 5  | –1 | 4   |
| Polonia        | 4 | 1 | 0 | 3 | 4  | 5  | –1 | 2   |

|  | Checoslovaquia | 1–0 | Polonia        |
|  | Polonia        | 3–1 | Checoslovaquia |
|  | Polonia        | 0–1 | Portugal       |
|  | Checoslovaquia | 0–0 | Portugal       |
|  | Portugal       | 2–1 | Polonia        |
|  | Portugal       | 2–2 | Checoslovaquia |

### Grupo 11
Los partidos se jugaron en Suecia.
| País    | J | G | E | P | GF | GC | GD | Pts |
| ------- | - | - | - | - | -- | -- | -- | --- |
| Suecia  | 2 | 2 | 0 | 0 | 6  | 3  | +3 | 4   |
| Irlanda | 2 | 0 | 1 | 1 | 3  | 4  | –1 | 1   |
| Escocia | 2 | 0 | 1 | 1 | 4  | 6  | –2 | 1   |

|  | Irlanda | 1–2 | Suecia  |
|  | Escocia | 2–2 | Irlanda |
|  | Suecia  | 4–2 | Escocia |

### Grupo 12
| País       | J | G | E | P | GF | GC | GD | Pts |
| ---------- | - | - | - | - | -- | -- | -- | --- |
| Francia    | 4 | 2 | 2 | 0 | 7  | 4  | +3 | 6   |
| Rumania    | 4 | 0 | 3 | 1 | 3  | 4  | –1 | 3   |
| Inglaterra | 4 | 0 | 3 | 1 | 5  | 7  | –2 | 3   |

|  | Inglaterra | 1–1 | Rumania    |
|  | Rumania    | 0–1 | Francia    |
|  | Rumania    | 1–1 | Inglaterra |
|  | Francia    | 2–0 | Inglaterra |
|  | Francia    | 1–1 | Rumania    |
|  | Inglaterra | 3–3 | Francia    |

### Grupo 13
| País       | J | G | E | P | GF | GC | GD  | Pts |
| ---------- | - | - | - | - | -- | -- | --- | --- |
| Hungría    | 4 | 3 | 1 | 0 | 12 | 2  | +10 | 7   |
| Austria    | 4 | 1 | 1 | 2 | 6  | 7  | –1  | 3   |
| Luxemburgo | 4 | 1 | 0 | 3 | 3  | 12 | –9  | 2   |

|  | Luxemburgo | 0–4 | Hungría    |
|  | Austria    | 0–2 | Hungría    |
|  | Hungría    | 2–2 | Austria    |
|  | Hungría    | 4–0 | Luxemburgo |
|  | Austria    | 3–0 | Luxemburgo |
|  | Luxemburgo | 3–1 | Austria    |

### Grupo 14
| Equipo 1 | Agr. | Equipo 2 | Ida | Vuelta |
| -------- | ---- | -------- | --- | ------ |
| Alemania | 6–4  | Grecia   | 4–2 | 2–2    |

## Segunda Ronda
| Equipo 1 | Agr.         | Equipo 2     | Ida | Vuelta |
| -------- | ------------ | ------------ | --- | ------ |
| Islandia | 1–10         | Portugal     | 0–7 | 1–3    |
| Rusia    | 3–0          | Italia       | 2–0 | 1–0    |
| Hungría  | 1–2          | Bielorrusia  | 1–2 | 0–0    |
| Suecia   | 2–1          | Suiza        | 0–0 | 2–1    |
| Alemania | 0–0 (p: 4–2) | Bélgica      | 0–0 | 0–0    |
| Ucrania  | 2–2(a)       | Países Bajos | 2–2 | 0–0    |
| Croacia  | 0–3          | Francia      | 0–0 | 0–3    |